# Mario's Tennis
Mario's Tennis (マリオズテニス, Mariozu Tenisu) é um jogo de tênis lançado pela Nintendo para o console portátil Virtual Boy. Também conhecido por seu título de pré-lançamento Mario's Dream Tennis, ele foi um jogo que vinha junto com o console na América do Norte. Apesar do modo de dois jogadores ter sido anunciado, ele não foi implementado no produto final já que o cabo necessário para conectar duas unidades de Virtual Boy nunca foi lançado. Devido aos baixos números de vendas do Virtual Boy na América do Norte, Mario's Tennis não se tornou tão popular como outros jogos na série Mario Tennis.

## Recepção da crítica

Captura de tela do jogo

Mario's Tennis foi classificado como o sétimo pior jogo da série Mario de todos os tempos pela ScrewAttack, que afirmou que "não havia nada especial nele, era simplesmente... tênis... mas era em 3D!".